# La Roque-Alric
La Roque-Alric é uma comuna francesa na região administrativa da Provença-Alpes-Costa Azul, no departamento de Vaucluse. Estende-se por uma área de 4,87 km². Em 2010 a comuna tinha 52 habitantes (densidade: 10,7 hab./km²).